# Geografia delle Isole Marianne Settentrionali
Le Isole Marianne Settentrionali sono composte dalle seguenti isole:
| Nº                            | Isola                         | Sup. (km²) | Popolazione Censimento 2000 | Altezza (m) | Vetta massima        | Coordinate                                 |
| ----------------------------- | ----------------------------- | ---------- | --------------------------- | ----------- | -------------------- | ------------------------------------------ |
| 1                             | Farallon de Pajaros (Urracas) | 2,0        | 0                           | 319         |                      | 20°33′N 144°54′E                           |
| 2                             | Isole Maug                    | 2,0        | abitata 1939-44             | 227         | (North Island)       | 20°02′N 145°19′E                           |
| 3                             | Asuncion                      | 7,4        | 0                           | 891         |                      | 19°43′N 145°41′W                           |
| 4                             | Agrihan (Agrigan)             | 40,0       | evacuata 1990               | 965         | Monte Tapochau       | 18°46′N 145°40′W                           |
| 5                             | Pagan                         | 46,6       | evacuata 1990               | 579         | Monte Pagan          | 18°08′36″N 145°47′39″W                     |
| 6                             | Alamagan                      | 11,0       | 6                           | 744         | Bandeera             | 17°35′N 145°50′W                           |
| 7                             | Guguan                        | 4,0        | 0                           | 301         |                      | 17°20′N 145°51′W                           |
| 8                             | Zealandia Bank                | >0,0       | 0                           | >0          |                      | 16°45′N 145°42′W                           |
| 9                             | Sarigan                       | 4,9        | formalmente disabitata      | 549         |                      | 16°43′N 145°47′W                           |
| 10                            | Anatahan                      | 30,8       | evacuata nel 1990           | 787         |                      | 16°22′N 145°40′W                           |
| 11                            | Farallon de Medinilla         | 0,9        | 0                           | 81          |                      | 16°01′N 146°04′W                           |
| 12                            | Saipan                        | 122,9      | 62 392                      | 474         | Monte Tagpochau      | 15°11′06″N 145°44′28″W                     |
| 13                            | Tinian                        | 102,0      | 3 540                       | 170         | Kastiyu (Lasso Hill) | 14°57′12″N 145°38′54″W                     |
| 14                            | Aguijan (Agiguan)             | 7,0        | 0                           | 157         |                      | 14°42′N 145°18′W                           |
| 15                            | Rota                          | 95,7       | 3 283                       | 491         | Sabana               | 14°08′37″N 145°11′08″W                     |
| Isole Marianne Settentrionali | Isole Marianne Settentrionali | 477,2      | 69 221                      | 965         | Monte Tapochao       | da 14°08' a 20°33'N, da 144°54° a 146°04'E |

## Municipalità
Amministrativamente le Isole Marianne Settentrionali sono divise in quattro municipalità:
- Municipalità Isole Settentrionali, comprendente le isole Farallon de Pajaros, Isole Maug, Asuncion, Agrihan, Pagan, Alamagan, Guguan, Zealandia Bank, Sarigan, Anatahan e Farallon de Medinilla.
- Municipalità di Rota
- Municipalità di Saipan
- Municipalità di Tinian, comprendente le isole di Tinian e Aguijan